# 零群
1957年海因茨·马克、奥托·皮纳、和隨後加入的君特·于克在德國杜塞尔多夫創設了這個組織，並創辦「零」刊物。他們運用皮特·蒙德里安和卡濟米爾·馬列維奇建立的抽象繪畫理論奠定基礎，並受到伊夫·克莱因、卢乔·丰塔纳等人的單色繪畫以及尚·丁格利的機械雕塑影響。這個組織後來發展成1950年代最重要的跨國藝術運動（ZERO movement）之一，從同年代的歐洲主要藝術家克萊因、豐塔納、丁格利、委內瑞拉藝術家赫苏斯·拉斐尔·索托領銜的動力藝術創作群等人到日本具體美術協會都曾參與過相關活動。除了平面、立體作品之外，零群的創作也涵蓋裝置和表演等等不同的型態和表現形式。
「零群」主張一切從零開始，他們特意強調一段沉靜的時間，舊的事物可以在這段中繼的時間當中蛻變。他們把二戰結束德國投降視為一個零時的起始點，放棄政治性的理念，追求一種理想性的，審美、道德和科技融合的新世界。藉由這種美學概念，他們運用動態的光線與動力裝置創造出一種介於平面和雕塑之間的作品。創作者強化視覺和光線的感受過程，利用嚴謹多變的幾何結構讓觀眾體驗沉靜當中蘊藏的爆發力。馬克在沙漠中建立光線裝置，皮内透過光線芭蕾系列作品（Lichtballette）呈現自然的能量，于克則是在畫布上釘滿了釘子，透過人工光線的營造而產生一種交錯的繁瑣視覺效果。1966年零群解散，但是他們的嘗試繼續影響後來的歐普藝術以及光線雕塑（Light Sculputure）概念。
2008年，三位原班人馬於杜塞尔多夫創設了零群基金會（ZERO foundation）。

## 延伸連結
- (日文)1950-1960國際前衛展
- (德文)零群基金會 （页面存档备份，存于）